# Indres Naidoo
Indres Naidoo (geb. 26. August 1936; gest. 8. Januar 2016) war ein südafrikanischer Politiker mit indischen Wurzeln, der als Anti-Apartheid-Aktivist aktiv war und wegen Sabotage für lange Zeit auf Robben Island einsaß.

## Leben
Indres Naidoo wurde 1936 geboren. Im Jahr 1958 wurde er zum Mitglied des Exekutivkomitees des Transvaal Indian Congress (TIC) gewählt und gehörte 1973 zu den Gründern des Menschenrechtskomitees. Er wurde 1961 als Mitglied von Umkhonto we Sizwe ("Speer der Nation") (MK), dem militärischen Flügel des Afrikanischen Nationalkongresses (ANC), rekrutiert und trat 1961 der Südafrikanischen Kommunistischen Partei (SACP) bei.
Über seine Erlebnisse als Häftling auf der Gefängnisinsel Robben Island schrieb er ein Buch (Island in Chains). Es fand unter dem deutschen Titel Insel in Ketten Aufnahme in der Reihe Dialog Dritte Welt.
1976 verließ er Südafrika und wurde nach Maputo geschickt, der Hauptstadt von Mosambik, um dort für den Afrikanischen Nationalkongress (ANC) zu arbeiten.  Von 1988 bis 1991 verbrachte er im ANC-Büro in der DDR und kehrte 1991 nach Südafrika zurück. Von 1994 bis 1999 war er Mitglied des ANC-Parlaments.
2014 wurde Naidoo der Mendi-Orden für Tapferkeit (Order of Mendi for Bravery) verliehen.